# صهبای خرد
صهبای خرد (شرح احوال و آثار حکیم عمر خیام نیشابوری) کتابی از مهدی امین رضوی با ترجمهٔ مجدالدین کیوانی است که در سال ۱۳۸۵ منتشر و در مراسم کتاب سال جمهوری اسلامی ایران به‌عنوان کتاب برگزیده معرفی شد.